# ویرجینیا ونس
ویرجینیا وَنس (انگلیسی: Virginia Vance؛ ‏ ۱ ژوئیهٔ ۱۹۰۲ – ۱۳ اکتبر ۱۹۴۲) بازیگر اهل ایالات متحده آمریکا بود.
از فیلم‌هایی که وی در آن‌ها نقش داشته‌است، می‌توان به زندگی شخصی او، ستاره‌های من، بخت ابله،  درمان خانگی، شب سال نو و جوانک مبارز اشاره نمود.